# Изономия
Изономия (ἰσονομία «равенство политических прав», греческого ἴσος isos, «равное», и νόμος nomos, «закон») — это слово, используемое для обозначения какого-либо народного правительства. Позже значение слова изменилось и толковалось, как равенство гражданских прав, или равенство перед законом. Термин «изономия» был использован экономистом Фридрихом Хайеком в книге «Конституция свободы», в которой утверждал, что лучшее понимание изономии, используемой греками, определяет этот термин как равное применение законов ко всем.